# Горчинский, Юрий Александрович
Ю́рий Алекса́ндрович Горчи́нский (род. 5 мая 1977, Москва) — российский игрок в пляжный футбол, заслуженный мастер спорта России.

## Карьера
Защитник московского клуба «Локомотив», чемпион мира 2011 года, на турнире забил три мяча. Признан лучшим в России игроком в пляжный футбол 2010 года. В составе национальной сборной России дебютировал в 2007 году на отборочном этапе Евролиги. Профессиональную карьеру начал в клубе «Сити-Химик» (Воронежская область). Первый тренер — Александр Ларионов.
Приказом министра спорта № 66-нг от 21 декабря 2012 года удостоен почётного звания — Заслуженный мастер спорта России.

## Личная жизнь
Имеет высшее образование. Увлекается покером.

## Достижения
- Чемпион мира по пляжному футболу: 2011
- Победитель Кубка Европы: 2010;
- Победитель Евролиги (2): 2009, 2011;
- Победитель Суперкубка России по пляжному футболу: 2011
- Чемпион России по пляжному футболу (6): 2005, 2008, 2009, 2011, 2012, 2017.